# Gísli Þorláksson

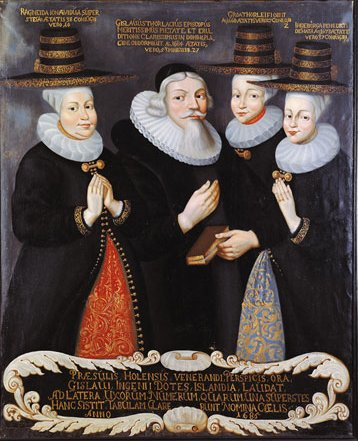
Gísli Þorláksson samt hustrun Ragnheiður Jónsdóttir till vänster och två tidigare hustrur, Gróa Þorleifsdóttir och Ingibjörg Benediktsdóttir, till höger.

Gísli Þorláksson, född 7 november 1631 i Hólar, död 22 mars 1684, var en isländsk biskop. Han var son till Þorlákur Skúlason och bror till Þórður Þorláksson.
Gísli studerade i Köpenhamn 1649–1651 och förestod därefter under omkring två år skolan i Hólar. Trots han vid faderns död 1656 var knappt 25 år gammal och varken genom begåvning eller utbildning var särskilt framstående, blev han genom sin släkts anseende av stiftets prästerskap vald till biskop, och valet bekräftades – trots viss betänklighet – av regeringen, varefter han vigdes i Köpenhamn 1657. Han hamnade i långvarig strid med den som handskriftsuppköpare för den svenska regeringen kände Jón Eggertsson, som blev hans ovän, då han ansåg sig förorättad av en bror till biskopen, och som upprepade gånger hos regeringen klagade över hans ämbetsutövning. En av Gísli utgiven postilla (1668–1670) vann betydande spridning; likaledes användes den av honom översatta Martin Luthers katekes (1660) en del. Han avled barnlös, trots att han hade varit gift tre gånger. Han, hans far och dennes morfar hade då tillsammans oavbrutet innehaft biskopsstolen i 113 år.